# Derna
Derna (en árabe: درنة‎) es una localidad de Libia, capital del distrito homónimo. La población, según estimación 2010 era de 49 118 habitantes.

## Nombre
Las formas toponímicas griegas fueron Darnis y Darne, y aunque a veces se encuentra la forma Dardanis, tal grafía se debió a un error. Bajo Roma se la conoció como Darnis o Derna.  En el Islam ha sido Derneh (Dernah) o Terneh (Ternah).

## Clima
| Parámetros climáticos promedio de Derna | Parámetros climáticos promedio de Derna | Parámetros climáticos promedio de Derna | Parámetros climáticos promedio de Derna | Parámetros climáticos promedio de Derna | Parámetros climáticos promedio de Derna | Parámetros climáticos promedio de Derna | Parámetros climáticos promedio de Derna | Parámetros climáticos promedio de Derna | Parámetros climáticos promedio de Derna | Parámetros climáticos promedio de Derna | Parámetros climáticos promedio de Derna | Parámetros climáticos promedio de Derna | Parámetros climáticos promedio de Derna |
| Mes                                     | Ene.                                    | Feb.                                    | Mar.                                    | Abr.                                    | May.                                    | Jun.                                    | Jul.                                    | Ago.                                    | Sep.                                    | Oct.                                    | Nov.                                    | Dic.                                    | Anual                                   |
| --------------------------------------- | --------------------------------------- | --------------------------------------- | --------------------------------------- | --------------------------------------- | --------------------------------------- | --------------------------------------- | --------------------------------------- | --------------------------------------- | --------------------------------------- | --------------------------------------- | --------------------------------------- | --------------------------------------- | --------------------------------------- |
| Temp. máx. abs. (°C)                    | 30                                      | 31.7                                    | 41.1                                    | 40                                      | 43.9                                    | 45.6                                    | 44.4                                    | 43.3                                    | 42.2                                    | 39.4                                    | 36.1                                    | 31.1                                    | 45.6                                    |
| Temp. máx. media (°C)                   | 18.3                                    | 18.3                                    | 20.6                                    | 23.3                                    | 25.6                                    | 27.8                                    | 28.9                                    | 29.4                                    | 28.9                                    | 27.8                                    | 23.9                                    | 20                                      | 24.4                                    |
| Temp. media (°C)                        | 13.3                                    | 13.3                                    | 15                                      | 17.8                                    | 20                                      | 22.8                                    | 24.4                                    | 25                                      | 23.9                                    | 22.2                                    | 18.3                                    | 15                                      | 19.3                                    |
| Temp. mín. media (°C)                   | 8.3                                     | 8.3                                     | 10                                      | 12.2                                    | 14.4                                    | 17.8                                    | 20.6                                    | 21.1                                    | 19.4                                    | 16.7                                    | 13.3                                    | 10                                      | 14.4                                    |
| Temp. mín. abs. (°C)                    | 1.1                                     | -0.6                                    | 1.7                                     | 2.2                                     | 6.7                                     | 11.1                                    | 11.7                                    | 13.9                                    | 12.2                                    | 8.3                                     | 3.3                                     | 1.1                                     | -0.6                                    |
| Precipitación total (mm)                | 66                                      | 45.7                                    | 27.9                                    | 10.2                                    | 7.6                                     | 0                                       | 0                                       | 0                                       | 2.5                                     | 20.3                                    | 43.2                                    | 63.5                                    | 287                                     |
| Días de lluvias (≥ 1 mm)                | 5.6                                     | 4.0                                     | 2.7                                     | 1.1                                     | 0.7                                     | 0.2                                     | 0.0                                     | 0.0                                     | 0.4                                     | 1.7                                     | 3.3                                     | 5.4                                     | 25.1                                    |
| Humedad relativa (%)                    | 72                                      | 70                                      | 72                                      | 72                                      | 71                                      | 72                                      | 75                                      | 75                                      | 73                                      | 70                                      | 68                                      | 67                                      | 71                                      |
| Fuente: Weatherbase (en inglés)         |                                         |                                         |                                         |                                         |                                         |                                         |                                         |                                         |                                         |                                         |                                         |                                         |                                         |

## Historia

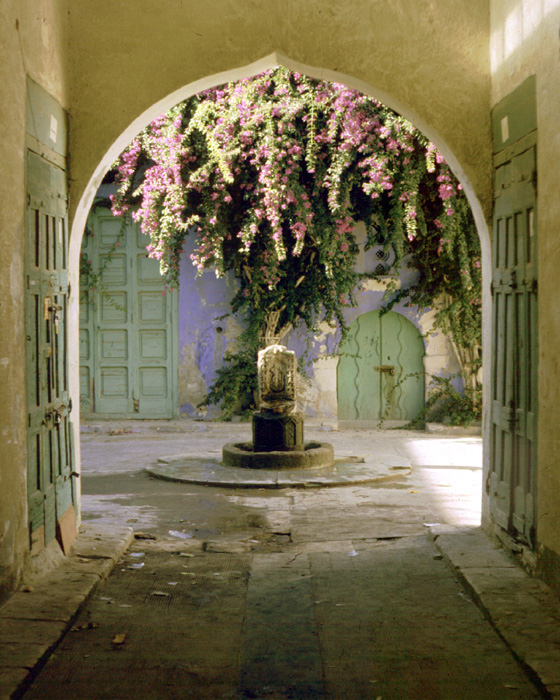
Viejo mercado en Derna.

Durante el período helenístico la ciudad fue parte de la Pentápolis libia.
Bajo Roma constituyó la metrópolis civil y luego religiosa de Libia Secunda o Libia inferior, que es la región Marmarica.

## Inundaciones en 2023
La llegada de la tormenta Daniel ofreció un final funesto a un verano protagonizado por las olas de calor y los incendios en la cuenca del Mediterráneo. A su paso, las lluvias torrenciales han ocasionado inundaciones generalizadas que se han traducido en 30 000 desplazados y más de 7 000 muertos.